# جون دانييلسن
جون دانييلسن (بالدنماركية: John Danielsen)‏ ، من مواليد 13 يوليو 1939، لاعب كرة قدم دنماركي سابق.
لعب مع منتخب الدنمارك لكرة القدم.

## مسيرته الكروية
لعب جون دانييلسن خلال مسيرته الاحترافية مع 3 أندية في ثمانية عشر موسمًا وسجل خلالها 80 هدف ضمن 362 مباراة. حيث فاز في موسم واحد بالكأس وفي موسمين بالدوري.
خاض جون دانييلسن مسيرته مع بولدكلوبن 1909 ‏ في موسم 1956–57 في المرة الأولى ليلعب معه تسعة مواسم ثم ما بين عامي 1973 و1974 لمدة موسم واحد، مشاركًا طوالها في 162 مباراة سجل خلالها 55 هدفًا. ثم انتقل إلى نادي فيردر بريمن في موسم 1965–66 ليلعب معه خمسة مواسم، حيث شارك في 131 مباراة سجل خلالها 17 هدفًا. لينتقل بعدها إلى نادي كياسو في موسم 1970–71 واستمر معه طيلة ثلاثة مواسم، مشاركًا في 69 مباراة سجل خلالها 8 أهداف.

## روابط خارجية
- جون دانييلسن على موقع الاتحاد الدولي (مؤرشف)  (الإنجليزية)
- جون دانييلسن على موقع قاعدة بيانات كرة القدم.إي يو (الإنجليزية)
- جون دانييلسن على موقع ناشيونال فوتبول تيمز (الإنجليزية)
- جون دانييلسن على موقع أوليمبيديا (الإنجليزية)